# 萊恩·費爾特納
萊恩·唐納·費爾特納（英語：Ryan Donald Feltner，1996年9月2日—），為美國職棒大聯盟的投手，目前效力於科羅拉多洛磯。他在2021年登上大聯盟。

## 職業生涯
2018年美國職棒大聯盟選秀，洛磯在第四輪選進費爾特納。2021年9月5日，費爾特納登上大聯盟。不過他在初登板僅投2.2局便狂失6分吞敗。
2023年5月13日，費爾特納被一顆強襲球擊中頭部，導致他出現頭骨碎裂與腦震盪的症狀。

## 外部連結
- 球員資訊和成績在MLB ，ESPN ，Baseball Reference ，Baseball Reference (Minors) ，Fangraphs ，The Baseball Cube （英文）